# Officine Stampaggi Industriali

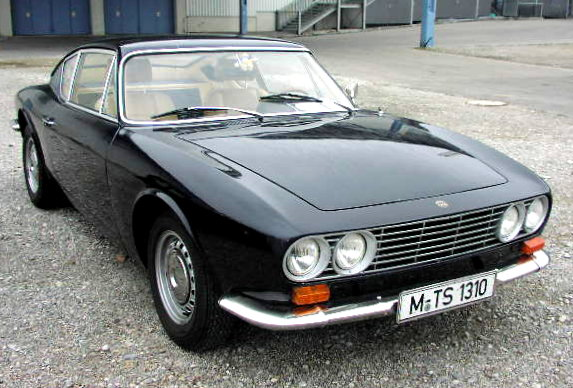
OSI-Ford 20 M TS

Officine Stampaggi Industriali S.p.A. var en italiensk biltillverkare och senare tillverkare av bildelar. Bolaget grundades 1960 av Arrigo Olivetti och Luigi Segre i Turin. Bilar tillverkades under varumärket OSI. Bolagets verksamhet upphörde 1968. 
Bolaget började att tillverka karosser för Alfa Romeo, Fiat och Innocenti. Bland annat karosser för Alfa Romeo 2600 Berlina de Luxe, Fiat 2300 S Coupé, Fiat 1300 Kombi, Fiat 1500 Kombi och Innocenti Spider. Den första egna modellen var OSI 1200 S som presenterades 1963. Bolagets mest tillverkades modell blev Ford Anglia Torino 105E. Bolaget tillverkade även OSI-Ford 20 M TS på basen av Ford 20M. 1968 upphörde biltillverkningen och bolaget inriktade sig på pressning av bildelar och utformning av pressverk.